# 차타레 부인의 사랑 (1981년 영화)
《차타레 부인의 사랑》(Lady Chatterley's Lover)은 영국에서 제작된 쥬스트 쟈킨 감독의 1981년 드라마, 멜로/로맨스 영화이다. 실비아 크리스텔 등이 주연으로 출연하였고 안드레 드자위 등이 제작에 참여하였다.

## 출연

### 주연
- 실비아 크리스텔

### 조연
- 쉐인 브라이언트
- 니콜라스 클레이
- 앤 미첼

## 기타
- 원작자: 데이비드 허버트 로렌스
- 미술: 안톤 펄스트
- 의상: 셜리 러셀

## 반응
이 영화는 영화 제작자들이 예측한대로 인기가 있지 못했으며 배급사 캐넌 필름스(Cannon Films)는 손실을 기록했다. 그러나 나중에 1980년대 중순 홈 비디오 시장에서 인기를 끌게 되었다.

## 홈 비디오
뉴질랜드에서 R16 등급을 받았다.